# Самарахан (область)
Самарахан (малайск. Samarahan) — одна из областей в составе малайзийского штата Саравак на острове Калимантан.

## География
Область расположена в западной части штата, и занимает 4 967,4 км².

## Население
В 2010 году в области Самарахан проживало 246 782 человека. Большинство жителей области Самарахан — бидаюх, ибаны, китайцы и малайцы.

## Административное деление
Область Самарахан делится на четыре округа:
- Самарахан
- Асаджая
- Сериан
- Симунджан